# Cantharellus camphoratus
Cantharellus camphoratus är en svampart som beskrevs av R.H. Petersen 1979. Cantharellus camphoratus ingår i släktet Cantharellus och familjen kantareller.   Inga underarter finns listade i Catalogue of Life.